# Jean-Pierre Sauvage
Jean-Pierre Sauvage (født 21. oktober 1944) er en fransk koordinationskemiker der arbejder på Université de Strasbourg. Han har specialiseret sig i supramolekylekemi, hvilket han har vundet nobelprisen i kemi for i 2016 sammen med Sir J. Fraser Stoddart og Bernard L. Feringa.

## Biografi
Sauvage blev født i Paris i 1944, og han fik en ph.d.-grad fra Université Louis-Pasteur under vejledning af Jean-Marie Lehn, der elv vandt nobelprisen i kemi i 1987. Under sine ph.d.-studier bidrog Sauvage til den første syntese af cryptand-ligand. Efter en tid som postdoc med Malcolm L. H. Green, vendte han tilbage til Strasbourg, hvor han i dag er professor emeritus.
Sauvages videnskabelige arbejde har fokuseret på at skabe molekyler, der kan efterligne maskiners funktioner, ved at ændre deres konformation i forhold til et eksternt signal.
Det arbejde, som førte til hans nobelpris, blev udført i 1983, hvor han var den første til at syntetisere en catenan, et kompleks bestående af ringeformede molekyler, der sidder inde i hinanden, der var bundet sammen mekanisk frem for kemisk. Da de to ringe kan bevæge sig i forhold til hinanden, beskrev nobelpriskomiteen hans arbejde som en vital begyndelse på at lave molekylære maskiner. De to andre modtagere af prisen fulgte senere op med at skabe rotaxan og en molekylerotor.
Derudover har Sauvage også forsket i elektrokemisk reduktion af CO2 og modeller af fotosyntetiske reaktionscentre.
En stor del af hans arbejde har været molekylær topologi, særligt mekanisk sammensatte molekylearkitektur. Han har beskrevet syntesen af catenan og molekyleknudeer baseret på koordinationskomplekse.
Han blev vandt som juniormedlem af de franske videnskabsakademi, Académie des sciences, den 26. marts 1990, og han blev fuldgyldigt medlem den 24. november 1997. 
I 2016 modtog han nobelprisen i kemi sammen med Sir J. Fraser Stoddart og Bernard L. Feringa "for designet og syntesen af molekylemaskiner".